# The Postman
The Postman (The Postman - O Mensageiro (título em Portugal) ou O Mensageiro (título no Brasil)) é um filme de aventura de ficção apocalítica e pós-apocalítica de 1997. É dirigido, produzido e estrelado por Kevin Costner, com roteiro escrito por Eric Roth e Brian Helgeland, baseado no romance de mesmo nome de 1985 de David Brin. O filme também conta com Will Patton, Larenz Tate, Olivia Williams, James Russo e Tom Petty.
Ele é ambientado em uma versão de faroeste futurista pós-apocalíptica dos Estados Unidos no então próximo ano de 2013, dezesseis anos após eventos apocalípticos não especificados, começando com o colapso da sociedade por meio de crimes e ataques racialmente motivados por um grupo parecido com uma milícia liderado por Nathan Holn, progredindo para a guerra, seguido por pragas, que coletivamente deixaram um enorme impacto na civilização humana e apagaram a maior parte da tecnologia. Como o livro, o filme segue a história de um vagabundo nômade que se depara com o uniforme de um antigo carteiro dos Correios dos Estados Unidos e inconscientemente inspira esperança através de uma promessa vazia de um "Estados Unidos Restaurados da América".
Em seu site pessoal, o autor David Brin revela que, enquanto os estúdios estavam dando lances para The Postman, sua esposa decidiu durante uma exibição de Field of Dreams que Kevin Costner deveria retratar The Postman. Brin concordou que as emoções evocadas por Field of Dreams combinavam com a mensagem que ele pretendia entregar com seu romance. Uma década depois, depois de saber que Costner seria escolhido como o protagonista, Brin disse que estava "muito feliz". Costner descartou o roteiro antigo (no qual a mensagem moral do romance foi revertida) e contratou o roteirista Brian Helgeland; Brin diz que os dois "resgataram a 'alma' do personagem central" e reverteram a mensagem da história de volta à esperança. Em uma entrevista ao Metro antes do início das filmagens, Brin expressou sua esperança de que The Postman teria a "sensação pró-comunidade" de Field of Dreams em vez do sentimento Mad Max do filme pós-apocalíptico de Costner Waterworld. Brin disse que, ao contrário dos típicos filmes pós-apocalípticos que satisfazem "fantasias de desejo de menino a correrem livremente em um mundo sem regras", a moral pretendida de The Postman é que "se perdêssemos nossa civilização, todos nós perceberíamos o quanto perdemos e perceberíamos que milagre é simplesmente receber sua correspondência todos os dias".
The Postman foi filmado em Metaline Falls e Fidalgo Island, Washington; Condado de Deschutes, Oregon; e sul do Arizona em torno de Tucson e Nogales. Lançado no Natal de 1997 pela Warner Bros., o filme foi um fracasso notável nas bilheterias. Os primeiros quatro dias após a abertura trouxeram apenas US$ 5.3 milhões em 2,207 telas. Produzido em um orçamento estimado de US$ 80 milhões, ele retornou menos de US$ 21 milhões. De acordo com Rotten Tomatoes, três dos 34 críticos de cinema deram ao filme uma avaliação positiva, com uma pontuação "Rotten" de 9% e uma classificação média de 3.8/10. Metacritic dá ao filme uma pontuação de 29 de 100 com base em 14 comentários, indicando "geralmente avaliações desfavoráveis". O filme foi posteriormente lançado em VHS e DVD em 9 de junho de 1998, e em Blu-ray Disc em 8 de setembro de 2009.

## Sinopse
Em 2013, em uma terra devastada, onde não há auto-estradas, nem sonhos de um amanhã melhor, chega um enigmático vagabundo com uma mula, perito nas obras de Shakespeare e com o poder de inspirar a esperança. Nesse mundo dominado pela força, ele é o Mensageiro, destinado a liderar uma heroica rebelião para repor a paz e a justiça.

## Elenco
- Kevin Costner como The Postman / O Mensageiro
- Will Patton como General Bethlehem
- Larenz Tate como Ford Lincoln Mercury
- Olivia Williams como Abby
- James Russo como Capitão Idaho
- Tom Petty como Prefeito de Bridge City
- Daniel von Bargen como Xerife de Pineview Briscoe
- Scott Bairstow como Luke
- Giovanni Ribisi como Bandit 20
- Roberta Maxwell como Irene March
- Joe Santos como Coronel Getty
- Ron McLarty como velho George
- Brian Anthony Wilson como Woody
- Peggy Lipton como Ellen March
- Rex Linn como Mercer
- Shawn Hatosy como Billy
- Ryan Hurst como Eddie March
- Charles Esten como Michael
- Ty O'Neal como Drew
- Tom Bower como Larry
- Mary Stuart Masterson como Hope, filha do Mensageiro

## Trilha sonora
| N.º            | Título                           | Compositor(es)                        | Artista                   | Duração |  |
| 1.             | "Main Titles"                    | James Newton Howard                   |                           | 2:13    |  |
| 2.             | "Shelter in the Storm"           | James Newton Howard                   |                           | 6:23    |  |
| 3.             | "The Belly of the Beast"         | James Newton Howard                   |                           | 6:49    |  |
| 4.             | "General Bethlehem"              | James Newton Howard                   |                           | 6:55    |  |
| 5.             | "Abby Comes Calling"             | James Newton Howard                   |                           | 10:50   |  |
| 6.             | "The Restored United States"     | James Newton Howard                   |                           | 6:44    |  |
| 7.             | "The Postman"                    | James Newton Howard                   |                           | 9:50    |  |
| 8.             | "Almost Home"                    | Jono Manson                           | Jono Manson               | 3:59    |  |
| 9.             | "It Will Happen Naturally"       | Maria Machado e Jono Manson           | Jono Manson               | 2:18    |  |
| 10.            | "The Next Big Thing"             | Jono Manson, Joe Flood e Jeffrey Barr | Jono Manson               | 2:19    |  |
| 11.            | "This Perfect World"             | John Coinman and Glenn Burke          | John Coinman              | 3:38    |  |
| 12.            | "Once This Was The Promise Land" | John Coinman                          | John Coinman              | 2:06    |  |
| 13.            | "I Miss My Radio"                | John Coinman e Blair Forward          | John Coinman              | 2:42    |  |
| 14.            | "Come and Get Your Love"         | Lolly Vegas                           | John Coinman              | 3:07    |  |
| 15.            | "You Didn't Have to Be So Nice"  | John Sebastian e Steve Boone          | Amy Grant e Kevin Costner | 3:39    |  |
| Duração total: | Duração total:                   | Duração total:                        | Duração total:            | 60:13   |  |

## Principais prêmios e indicações
Framboesa de Ouro
- Ganhou cinco prêmios Framboesas de Ouro, nas categorias de pior filme (Kevin Costner, Steve Tisch, e Jim Wilson), pior ator (Kevin Costner), pior diretor (Kevin Costner), pior roteiro (Eric Roth e Brian Helgeland, baseados no livro de David Brin) e pior canção original (toda a trilha sonora).

Prêmio Saturno
- Recebeu três indicações, nas categorias de melhor filme de ficção científica, melhor ator em cinema (Kevin Costner) e melhor ator coadjuvante em cinema (Will Patton).